# Dalbergia hiemalis
Dalbergia hiemalis é da família das fabaceaes, que foi descrita pela primeira vez por Gustaf Oskar Andersson Malme. Dalbergia hiemalis pertence ao gênero Dalbergia, e à família das leguminosas. É encontrada no Brasil.